# City of Evil
City of Evil – trzeci studyjny album amerykańskiego zespołu metalowego Avenged Sevenfold. Album został wydany 7 czerwca 2005 nakładem Warner Bros. Records and Hopeless Records.
Na albumie bardziej przeważa heavy metal, niż dominujący na poprzednich wydawnictwach grupy, metalcore. Na tym albumie również nie ma krzyczanego wokalu. M. Shadows przed wydaniem albumu pracował z trenerem głosu, Ronem Andersonem, z którym ćwiczyli również Axl Rose i Chris Cornell. W sierpniu 2009 roku album zdobył tytuł platynowej płyty, sprzedając się w 1 000 000 kopii w USA i ponad 1 500 000 na całym świecie. Album zadebiutował na liście Billboard 200 na 30. miejscu, z wynikiem 30 000 sprzedanych kopii.

## Lista utworów
1. „Beast and the Harlot” – 5:43
2. „Burn It Down” – 4:58
3. „Blinded in Chains” – 6:35
4. „Bat Country” – 5:13
5. „Trashed and Scattered” – 5:55
6. „Seize the Day” – 5:32
7. „Sidewinder” – 7:01
8. „The Wicked End” – 7:10
9. „Strength of the World” – 9:14
10. „Betrayed” – 6:47
11. „M.I.A.” – 8:46

## Teledyski
- „Burn It Down” – 4 maja 2005
- „Bat Country” – 28 lipca 2005
- „Beast and the Harlot” – 6 maja 2006
- „Seize the Day” – 30 czerwca 2006

## Twórcy
Avenged Sevenfold
- M. Shadows – śpiew
- Synyster Gates – gitara prowadząca, pianino, wokal wspierający
- Zacky Vengeance – gitara rytmiczna, wokal wspierający
- Johnny Christ – gitara basowa, wokal wspierający
- The Rev – perkusja, instrumenty perkusyjne, pianino, wokal wspierający

Dodatkowi muzycy
- Brian Haner Sr., Suzy Haner, Valary DiBenedetto and Michelle DiBenedetto w utworze „M.I.A”
- Brian Haner Sr. w utworze „Sidewinder”
- Justin Meacham – pianino w utworze „Sidewinder”

Produkcja
- Scott Gilman – producent muzyczny, aranżacja sekcji smyczkowej, dodatkowe instrumenty klawiszowe

## Single
- Burn It Down – 12 czerwca 2005
- Bat Country – 26 września 2005
- Beast and the Harlot – 6 marca 2006
- Seize the Day – 7 lipca 2006

## Użycie w grach komputerowych
Utwór „Blinded in Chains” został użyty w grze Need for Speed: Most Wanted. Z kolei utwór „Beast and the Harlot” pojawia się w grze Burnout Revenge pod skróconym tytułem „Beast...”.